# Tentatives de modification de la Constitution du Canada
Pour un article plus général, voir Modification de la Constitution du Canada.
Il y eut plusieurs tentatives de modification de la Constitution du Canada depuis son rapatriement
en 1982. Jusqu'à maintenant, seules dix-sept modifications de la Constitution du Canada ont été adoptées avec succès. Plusieurs autres ont été défaits au cours de la procédure de modification.
Voici la liste des dix-sept modifications constitutionnelles réalisées depuis le rapatriement de la Constitution du Canada:
1) la Proclamation de 1983 modifiant la Constitution, proclamée le 21 juin 1984;
2) la Loi constitutionnelle de 1985 (représentation électorale), proclamée le 6 mars 1986 et la modification remplacée le 16 décembre 2011 par la Loi sur la représentation équitable, L.C. 2011, ch. 26, art. 2;
3) la Modification constitutionnelle de 1987 (Loi sur Terre-Neuve), proclamée le 22 décembre 1987;
4) la Modification constitutionnelle de 1993 (Nouveau-Brunswick), proclamée le 12 mars 1993;
5) la Modification constitutionnelle de 1993 (Île-du-Prince-Édouard), proclamée le 15 avril 1994;
6) la Modification constitutionnelle de 1997 (Loi sur Terre-Neuve), proclamée le 21 avril 1997 et remplacée le 8 janvier 1998 par la Modification constitutionnelle de 1998 (Loi sur Terre-Neuve);
7) la Modification constitutionnelle de 1997 (Québec), proclamée le 19 décembre 1997;
8) la Modification constitutionnelle de 1998 (Loi sur Terre-Neuve), proclamée le 8 janvier 1998;
9) la Loi constitutionnelle de 1999 (Nunavut), entrée en vigueur le 1er avril 1999;
10) la Modification constitutionnelle de 2001 (Terre-Neuve-et-Labrador), proclamée le 6 décembre 2001;
11) la Loi sur la représentation équitable, L.C. 2011, ch. 26, art. 2 (Loi constitutionnelle de 1867, art. 51), entrée en vigueur à la sanction royale le 16 décembre 2011;
12) la Modification constitutionnelle de 2022 (Loi sur la Saskatchewan), proclamée le 6 mai 2022;
13) la Loi sur la langue officielle et commune du Québec, le français, L.Q. 2022, ch. 14, art. 166 (Loi constitutionnelle de 1867, art. 90Q.1 et 90Q.2), entrée en vigueur à la sanction royale le 1er juin 2022;
14) la Loi sur le maintien de la représentation des provinces à la Chambre des communes, L.C. 2022, ch. 6, art. 2 (Loi constitutionnelle de 1867, art. 51), entrée en vigueur à la sanction royale le 23 juin 2022;
15) la Loi visant à reconnaître le serment prévu par la Loi sur l’Assemblée nationale comme seul serment obligatoire pour y siéger, L.Q. 2022, ch. 30, art. 1 (Loi constitutionnelle de 1867, art. 128Q.1), entrée en vigueur à la sanction royale le 9 décembre 2022;
16) la Loi sur la Saskatchewan d’abord (The Saskatchewan First Act), L.S. 2023, ch. 9, art. 4 (Loi sur la Saskatchewan, art. 3.1), sanctionnée le 6 avril 2023 et entrée en vigueur par décret du lieutenant-gouverneur en conseil le 15 septembre 2023;
17) la Loi sur la Saskatchewan d’abord (The Saskatchewan First Act), L.S. 2023, ch. 9, art. 5 (Loi constitutionnelle de 1867, art. 90S.1), sanctionnée le 6 avril 2023 et entrée en vigueur par décret du lieutenant-gouverneur en conseil le 15 septembre 2023.

## Protection du droit à la propriété (1983)
Le 18 avril 1983, le premier ministre Pierre Trudeau a indiqué son appui à l'enchâssement du droit à la propriété privée dans la Constitution, à la condition qu'on limite le débat à une seule journée ; le débat a immédiatement été noyé par les tactiques partisanes. Onze jours plus tard, le Parti progressiste-conservateur a déposé une motion de non-confiance à la Chambre des communes qui réclamait l'enchâssement du droit à la « jouissance de la propriété » dans la Constitution du Canada. Le gouvernement Trudeau n'était pas prêt à voter pour sa propre défaite en appuyant une telle motion ; de toute façon, son adoption aurait entraîné la dissolution des Communes et aurait empêché le Sénat de l'examiner. Le 2 mai 1983, la motion fut défaite avec 126 voix contre et 88 voix pour.

## Modification des pouvoirs du Sénat (1985)
À la suite de l'élection du premier ministre Brian Mulroney en 1984, le Sénat du Canada fut examiné de façon plus approfondie. Dans le système canadien, les sénateurs sont nommés par le premier ministre. Au cours de son long mandat, le prédécesseur de Mulroney, Pierre Trudeau, avait nommé un très grand nombre de sénateurs, donnant au Parti libéral du Canada une majorité dans la chambre haute. On craignait que le Sénat ne bloque les projets de loi de Mulroney, alors une modification de la constitution fut tentée en 1984 afin de limiter les pouvoirs du Sénat.
Selon les dispositions de la proposition de modification, le Sénat aurait disposé d'un véto suspensif de 30 jours sur les projets de loi financiers et de 45 jours sur tous les autres projets de loi. La proposition a obtenu l'appui de la majorité des gouvernements provinciaux, à l'exception du Québec et du Manitoba, ce qui était néanmoins suffisant pour son adoption. La modification fut introduite à la Chambre des communes le 7 juin 1985. Toutefois, 19 jours plus tard, un nouveau gouvernement entra en fonction en Ontario, et le nouveau premier ministre libéral refusa d'appuyer la proposition de modification. Sans l'appui de l'Ontario, la modification ne pouvait satisfaire le critère de 50 % de la population canadienne exigé pour ratifier la proposition et celle-ci est morte au feuilleton.

## Protection des droits du fœtus (1986-1987)
Une proposition réclamant l'enchâssement des droits du fœtus dans la Charte canadienne des droits et libertés (limitant ainsi le droit à l'avortement) fut introduit par projet de loi privé du député Gus Mitges, membre du parti progressiste-conservateur, à la Chambre des communes le 21 novembre 1986. Le 2 juin 1987, la proposition fut défaite. Plusieurs conservateurs ont voté contre la proposition de modification.

## Accord du lac Meech (1987-1990)
L'Accord du lac Meech était un ensemble complexe de modifications conçu pour répondre à un certain nombre de problèmes dans la constitution canadienne. Entre autres choses, il proposait d'accorder à la province de Québec le statut de « société distincte » au sein de la fédération canadienne, et cherchait à modifier la procédure de modification elle-même, exigeant l'unanimité dans un plus grand nombre de cas futurs. L'accord a finalement échoué lorsque la législature du Manitoba et le gouvernement de Terre-Neuve refusèrent d'accorder leur consentement.

## Accord de Charlottetown (1992)
Tout comme Meech, l'Accord de Charlottetown était un ensemble de modifications conçues pour redresser un certain nombre de problèmes dans la Constitution ; plusieurs modifications proposées étaient semblables à celles incluses dans l'Accord du lac Meech. Il fut décidé que l'accord serait ratifié lors d'un référendum national tenu le 26 octobre 1992 ; l'accord fut défait dans plusieurs provinces et ne s'est pas approché de l'assentiment unanime nécessaire.

## Modification du préambule de la Charte (1999)
En 1999, le député Svend Robinson, du Nouveau Parti démocratique, a proposé à la Chambre des communes du Canada que toute mention de Dieu soit retirée du préambule de la Charte canadienne des droits et libertés, affirmant avoir des craintes concernant la diversité du Canada et les Canadiens qui ne partagent pas ce principe. Il fut appuyé par un millier de ses commettants qui ont signé une pétition, mais la proposition était controversée et son parti a réagi en lui retirant ses responsabilités et ses fonctions au sein du caucus.